# Lamprops kensleyi
Lamprops kensleyi is een zeekommasoort uit de familie van de Lampropidae. De wetenschappelijke naam van de soort is voor het eerst geldig gepubliceerd in 2005 door Haye & Gerken.